# 厨房 (テニールスの絵画)
『厨房』（ちゅうぼう、露: Кухня、英: Kitchen）は、フランドルのバロック期の画家ダフィット・テニールス がキャンバス上に油彩で制作した絵画である。画家が名声の頂点にあった1646年に描かれた。画面左側の床の階段に署名と年記が、暖炉の上の素描にも年記が記されている。作品はホートン・ホールにあったウォルポール・コレクションから購入され、1779年以来、サンクトペテルブルクのエルミタージュ美術館に所蔵されている。

## 作品
エルミタージュ美術館には40点を超すダフィット・テニールスの作品があり、彼の作品に関して世界でも最大の収集の1つとなっている。その中でも、大作であるこの絵画はエルミタージュ美術館の傑作のうちに数えられ、風俗画、寓意画、静物画、肖像画など異なる種類の主題が総合されている。一見すると風俗画的であるが、描かれているのは実際の厨房ではない。場面は想像上の室内であり、画中の事物は四大元素 (土、火、水、空気) を表している。
画面左側で豪華な鷹匠の衣装を身に着けているのは画家テニールス自身であるが、手に鷹を止まらせた鷹匠は「空気」を象徴する。彼は窓の下に配置されており、窓から空気と光が入ってくるため、やはり空気が示されている。「火」はテーブルの上の火鉢によって象徴され、画面奥右寄りの料理人のいる竈もまた火を表す。「水」は、右側にいる漁師とさまざまな魚介類によって象徴される。 なお、鷹匠は「土」の擬人像としての役割も担っており、それは鷹が狩猟をし、土の上にいる生き物を捕獲するからである。鷹匠は犬や狩猟の獲物とともに描かれており、彼の足元には「土」の産物であるキャベツ、リンゴなどの野菜、果物が見える。本作で四大元素を表す事物は、17世紀の象徴文学ではよく知られたものであった。